# Diecezja Marabá
Diecezja Marabá (łac. Dioecesis Marabensis) – diecezja Kościoła rzymskokatolickiego w Brazylii. Należy do metropolii Belém do Pará, wchodzi w skład regionu kościelnego Norte 2. Została erygowana przez papieża Piusa XII bullą Providentissimi consilium w dniu 18 lipca 1911 jako prałatura terytorialna Santíssima Conceição do Araguaia. W 1969 siedzibę biskupów-prałatów przeniesiono do Maraby, jednocześnie zmieniając nazwę prałatury. 16 października 1979 podniesiona do rangi diecezji.

## Biskupi

### Prałaci Santíssima Conceição do Araguaia
- Raymond Dominique Carrerot OP (1912-1920)
- Sebastião Thomás OP (1925-1945)
- Luís Palha Teixeira OP (1951-1969)

### Prałaci Maraby
- Luís Palha Teixeira OP (1969-1976)
- Alano Maria Pena (1976-1979)

### Biskupi diecezjalni Maraby
- Alano Maria Pena (1979-1985)
- Altamiro Rossato CSsR (1986-1989)
- José Vieira de Lima TOR (1990-1998)
- José Foralosso (2000-2012)
- Vital Corbellini (od 2012)